# Császári és Királyi 15. Ferenc Szalvátor Huszárezred
Az 15. Ferenc Szalvátor Huszárezred (hivatalos német nevén: K.u.K. Husaren-Regiment Erzherzog Franz Salvator Nr. 15.) az Osztrák–Magyar Monarchia Császári és Királyi Hadseregének (kaiserlich und königliche Armee) egyik huszárezredeként lett felállítva. Az 1867-es kiegyezést követően az ún. Közös Hadsereg alakulata volt az Osztrák–Magyar Monarchia 1918-as felbomlásáig. 1898-tól új ezredtulajdonosa, Habsburg–Toscanai Ferenc Szalvátor főherceg nevét viselte.
1915-ben az összes ezred nevét megszüntették. Ezután az alakulat Császári és Királyi 15. Huszárezred néven szerepelt. Ezt a gyakorlatban nem tudták kivitelezni, mivel a háború miatt bevezetett költségcsökkentés nem tette lehetővé új nyomtatványok és pecsétek készítését. Másfelől senki sem tartotta be ezt az utasítást, és továbbra is korábbi nevén hívták az ezredet.

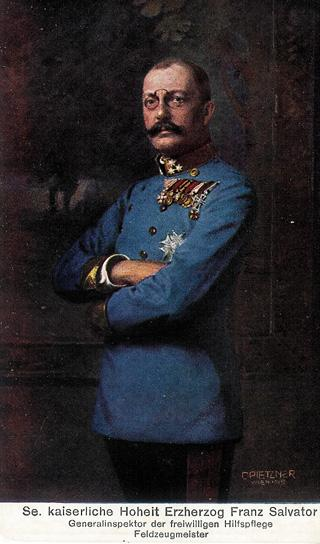
Ferenc Szalvátor (1866-1939) főherceg, császári és királyi lovassági tábornok (k.u.k. General der Kavallerie).

## Története
A dragonyos ezredet 1701. szeptember 9-én alapította I. Lipót császár engedélyével Christian Ernst von Brandenburg-Bayreuth tábornok. Kezdetben négy századdal rendelkezett, amit Bayreuthban besorozott legénységgel hoztak létre. Később további nyolc századot alakítottak ki csehországi legénységgel.
- 1731-ben az 1727-ben felállított századokat átadta a de Ligne, Jörger és Vehlen dragonyos ezredeknek
- 1760 átalakítás Chevauxlegers Ezreddé
- 1762 átalakítás Dragonyos Ezreddé
- 1768-ban a gránátos század átadásra került az újonnan felállított 1. Karabélyos Ezrednek (3. Dragonyos Ezred), eközben megkapta a megszüntetett de Ville Vértes Ezred egy századát
- 1769 megkapta 39. Lovassági Ezred számozást
- 1775 átadásra került a megszüntetett Liechtenstein Dragonyos Ezred egyik osztálya
- 1798 átnevezés 7. Könnyű Dragonyos Ezreddé
- 1802 átnevezés 5. Dragonyos Ezreddé, a megszüntetett 5. Modena Dragonyos Ezredének egyik osztályát átvette
- 1860 átalakítás 10. Vértes Ezreddé
- 1867 átalakítás 10. Dragonyos Ezreddé
- 1873 átalakítás 15. Huszárezreddé

### Kiegészítő körletek
Az ezredet a következő területekről egészítették ki:
- 1781-ben Csehországból
- 1807-60 Alsó- és Felső Ausztria
- 1853 14. Gyalogezred kerülete
- 1857-60 4. és 49. Gyalogezred kerülete
- 1860 Dél-Stájerország, Krajna és Partvidék tartományokból, 47. 17. és 22. Gyalogezred kerülete
- 1873-ban huszárezreddé való átalakítását követően Nagyvárad, Debrecen és Munkács
- 1883–1889 Szatmárnémeti, Munkács, Máramarossziget
- 1889-től a VI. Hadtest kerülete - Kassa

## Békehelyőrségek
| I. | II. | III. |
| --- | --- | --- |
| - 1711 Pécs - 1713-16 Sopron - 1718 Trencsén - 1720 Bécs - 1733 Pilsen - 1736 Bácska - 1740 Temesvár - 1741 Bánffyhunyad - 1744 Debrecen - 1748 Cremona - 1750 Cegléd - 1751 Gömör - 1752 Arad - 1753 Nagyenyed - 1755-56 Lugos - 1762 Ossegg - 1764 Oberndorf - 1766 Kaaden - 1772 Brüx | - 1777-78 Pardubitz - 1779 Saaz - 1787-88 Bécs - 1790 Mikulibce-Zolkiew - 1791-92 Báth - 1798-99 Ausztria - 1801-05 Horodenka - 1806 Nagykanizsa - 1807 Bécs - 1805-09 Keszthely - 1810 Pécsvárad - 1812-13 Szabadka - 1814 Verona - 1815 Ehrstein (Elsass) - 1817 Benfelden - 1819 Nagykanizsa - 1820-21 Verona - 1821 Lodi-Vincenza - 1822 Nagykanizsa - 1828 Pécsvárad - 1829 Nagykanizsa | - 1831 Cremona majd Padova - 1834 Vicenza - 1835 Padova - 1844 Milánó - 1848 Lodi - 1849 Brescia majd Postelberg - 1850 Münchengrätz - 1851 Podiebrad - 1852 Brandeis - 1853 Krönau - 1854 Monasterzyska - 1855 Podiebrad - 1860 Pécs - 1865 Debrecen - 1866 Keszthely - 1871 Marburg - 1878 Keszthely - 1882 Debrecen - 1893 Nagyvárad - 1897 Bécs - 1914 Törzs, I. osztály: Gyöngyös - II. osztály: Miskolc |

## Ezred tulajdonos
- 1701 Gróf Christian Ernst von Brandenburg-Bayreuth tábornagy
- 1712 gróf Georg Wilhelm von Brandenburg-Bayreuth lovassági tábornok
- 1727 gróf Victor Philippi vezérőrnagy
- 1740 gróf Ludwig Balayra lovassági tábornok
- 1753 gróf August Porporatti vezérőrnagy
- 1757 Carl Friedrich von Zweibrücken-Birkenfeld
- 1760 Carl August Pfalzgraf von Zweibrücken-Birkenfeld ezredes
- 1781 Christian zu Waldeck herceg ezredes
- 1798 névváltoztatás: 7. Könnyű Dragonyos Ezred
- 1798–1801 betöltetlen
- 1801 I. Miksa bajor király
- 1817 Lajos Károly Ágost herceg
- 1825-től I. Lajos bajor király
- 1868 Edmund zu Schwarzenberg tábornagy
- 1873-1897 gróf Erdödy Pálffy Móric
- 1898 Ferenc Szalvátor főherceg táborszernagy

## Ezred-parancsnokok
- 1873 – Pokorny Lajos alezredes-ezredes
- 1879 – Hertelein Mihály ezredes
- 1885 – Czerlien Márk ezredes
- 1890 – Ballács Vince alezredes-ezredes
- 1893 – Alfred von Remiz ezredes
- 1898 – Edgar Zuna alezredes
- 1898 – Richard Henike von Temsburg alezredes-ezredes

## Hadműveletek
Spanyol örökösödési háború
- 1702-ben az ezred egészen a Rajna folyóig nyomult előre, és részt vett Landau megszállásában és a Friedlingeni csatában.
- 1703-ban harcolt Munderkingennél, majd átvezényelték Észak-Tirolba, majd ezt követően Trientbe. Részt vett Kufstein elfoglalásában.

Habsburg-ellenes mozgalmak és a Rákóczi-szabadságharc
- 1704 harcok: Székesfehérvár, Léva, Koronczó.
- 1705 harcok: Sárvár, Vöröskő vára, Zsibó. Áthelyezték Erdélybe.
- 1706 részt vett az alsószilvási csatában, majd a Felvidékre helyezték át.
- 1707 a Pálffy-hadtest alárendeltségébe került és az osztrák-magyar határnál állomásozott.
- 1708 részt vett a trencséni csatában.
- 1709 három század részt vett a mindszenti csatában és Simontornya elfoglalásában. Részt vett Veszprém elfoglalásában.
- 1710 harcok Nagyvázsonynál, Vépnél, Karakónál, Rédicsnél és Marcalinál.
- 1711 négy század részt vett Kassa megszállásában.

Velencei-osztrák-török háború
- 1716 ütközet Carlowitznál és részvétel a péterváradi csatában, utána Temesvár megszállására rendelték ki.
- 1717 Belgrád megszállása és a dunai-híd biztosítása, A törökök üldözése, és Zwornik felderítése.
- 1734/35 Savoyai Jenő hadseregében való részvétel a Rajnánál.
- 1737 Báró Festetics József parancsnoksága alatt elfoglalták Bagna-Palánkot.

Orosz–osztrák–török háború
- 1738 az ezred a fő hadsereg része volt, és vett részt a szerbiai harcokban.
- 1739 a grockai csatában súlyos veszteségeket.

Osztrák örökösödési háború
- 1744 bevonulás Bajorországba, majd előrenyomulás a Rajnáig.
- 1745 harcok Oberpfalznál, két század részt vett az ambergi és a pfaffenhofeni csatában.
- 1746-47 járőrszolgálat a Itáliában.
- 1756 Áthelyezés Csehországba.

Hétéves háború
- 1757 harcok Reichenbergnél és Jungbunzlaunál és részt vett a kolini boroszlói és a leutheni csatában.
- 1758 harcok Domstadtlnál, Holitznél Hochkirchnél.
- 1759 Járőrszolgálat.
- 1760 súlyos veszteségeket szenvedett Strehlánál.
- 1761 járőrszolgálat Szászországban.
- 1762 harcok Döbelnnél, Wilsdruffnál és Dippoldiswaldenél.
- 1778-79 Járőr-és biztosítási szolgálat Csehországban.

Osztrák–török háború (1787–91)
- 1788 Horvátországi harcok. Dubica és Újvidék elfoglalása.
- 1789 Nándorfehérvár (Belgrád) elfoglalása.

Koalíciós háborúk
- 1793 harcok a Felső-Rajna mentén. Csaták: Rheinzabern, Landau, Killstett, Hördt, Bettenhofen városánál.
- 1794 részt vett a nyugat-pfalzi csatákban.
- 1795 két osztály részt vett a bacharachi csatában.
- 1796 harcok Malsch és Cannstattnál, majd a Latour-hadtest alárendeltségében részt vett a friedbergi az isari és a schliengeni csatában.
- 1797 járőr-és biztosítási szolgálat a Felső-Rajna vidékén. Harcokra nem került sor.
- 1799 harcok Svájcban: Winterthurnál és Zürichnél.
- 1800 harcok a Vorarlbergben és Tirolban.. Harcok Breisachnál és Schliengennél, Wettenhausennél, Schwabmünchennél és Hohenlindennél.
- 1805 részt vett az ulmi csatában
- 1809 áthelyezés Itáliába, ahol az ezred részt vett a sacili csatában. Még abban az évben Magyarországra rendelték és részt vett a győri csatában.
- 1809-ben a Németországban harcoló Osztrák Császári Hadsereg III. Hadtestje alá rendelték. Részt vett az eglofsheimi, az asperni és a wagrami csatában.
- 1813 járőr-és biztosítási szolgálat Ausztriában.
- 1814 részt vett a mincioi csatában.

Száznapos uralom
- 1815-ben Dél-franciaországi csatákban, majd Elzász megszállásában vett részt.

Olaszország
- 1821-ben az ezred biztosítási műveletekben vett részt Itáliában, Nápoly térségében,

1848–49-es ausztriai forradalmak és szabadságharcok
- 1848-ban a lombardiai forradalom leverésében játszott szerepet. Egy osztály részt vett a santa lucia-i csatában, egy másik osztály pedig a mantuai csatában vett részt.
- 1849-ben a tartalékos hadtesthez rendelve az ezrednek nem voltak harci bevetései.

Szárd–francia–osztrák háború
- 1859-ben az ezredet nem vetették be.

Porosz–osztrák–olasz háború
- 1866-ban részt vett a königgrätzi csatában.

Első világháború
A huszárezred eleinte ezred kötelékben harcolt, majd hadosztály közvetlen huszárosztályként felosztva. A háború vége felé gyalogosként vetettél be az ezredet, majd 1918-ban a győztes hatalmak nyomására az ezredet felszámolták.

## Megszüntetése
1918 őszén az Osztrák-Magyar Monarchia felbomlását követően Magyarország kikiáltotta függetlenségét. A frontokon harcoló alakulatokat hazaszállították és a fegyverszüneti egyezmény értelmében felszámolták őket. Ez a sors jutott a nagy múltú Császári és Királyi 15. Huszárezred számára is. A hivatalos források szerint viszont a Császári és Királyi Hadügyminisztérium alá tartozott és mivel Magyarország függetlenné vált, nem hívhatta volna haza a többnyire magyar sorállománnyal rendelkező ezredet, hogy megszüntethesse. Ezt csak is a K.u.K. Hadügyminisztérium tehette volna meg. Nem tudni pontosan, hogy ez valaha meg is történt-e.

## 1914. júliusi alárendeltségi állapot

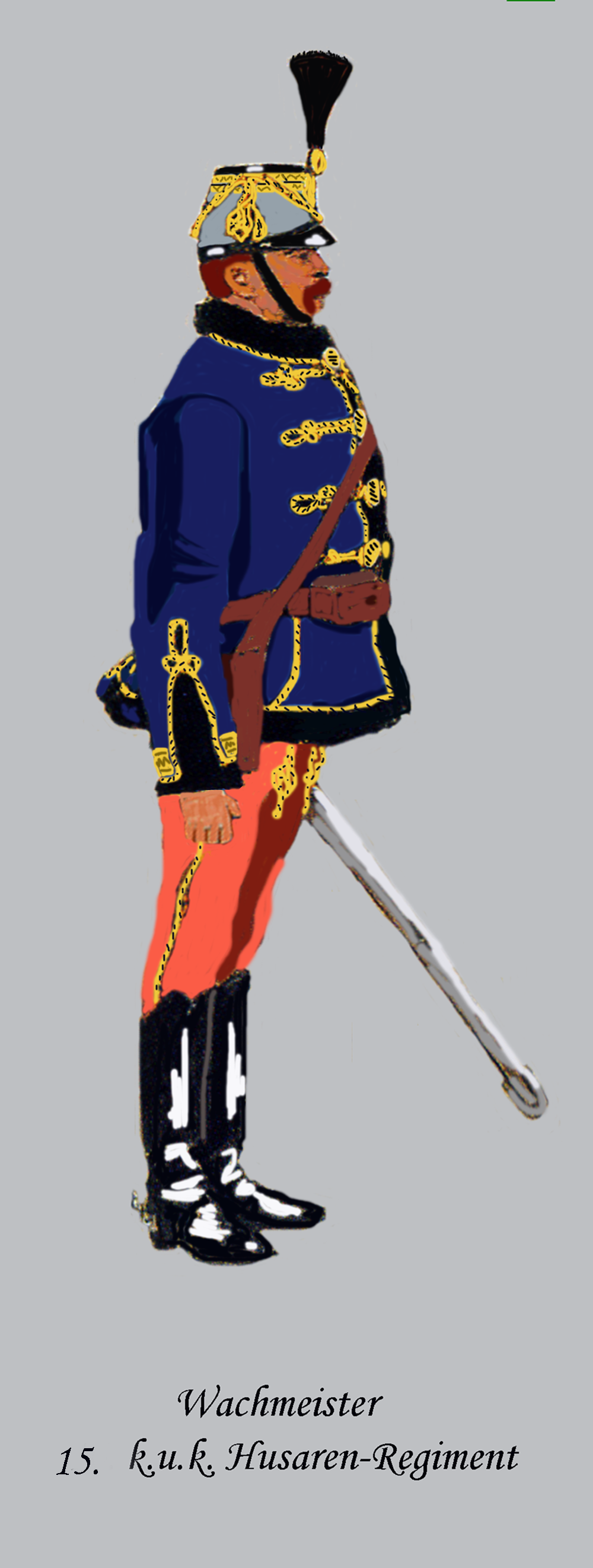
A 15. Huszárezred őrmestere téli ruházatban

VI. Hadtest – 1. Lovassági Hadosztály – 6. Lovasdandár
Nemzetiség: 91% magyar – 9% egyéb
Ezredparancsnok: Alfons van der Sloot von Vaalmingen alezredes
Ezredvezénylő nyelv: magyar
Egyenruha: sötétkék atilla aranyozott gombokkal és hamuszürke csákó takaróval

## Szervezete
A 18. századi folyamatos hadseregreformok során a lovasságnál az ezredeket négy osztályra, ezen belül nyolc svadronra tagolták. Kialakítottak egy tartalék svadront is 186 fővel, elsősorban az újoncok kiképzésére. Az addigi 2 századot (lovassági szervezés) felváltotta az immár 2 svadron (divízió szervezés). Vagyis a lovasságnál eltüntették az addig a gyalogságtól átvett kompánia (század) megnevezést és a lovassági század svadron nevet nyert, míg az addigi kétszázadnyi harcászati egység, a svadron új megnevezése divízió (osztály) lett. Szabályozták az ezredlétszámokat, a zászlók alakját, az egyenruha formáját, de a szín ezredről ezredre változott. A fegyverzet továbbra is kard, két pár pisztoly, később rövid karabély. A vezényleti nyelv német maradt, de a nem magyar származású ezredtulajdonosok, illetve ezredparancsnokok döntő többsége – tekintettel, hogy huszárjaikkal magyarul tudjanak beszélni – megtanulták a nyelvet, ha törve is, de megértették magukat.
1860-tól az ezred 2 osztályból állt, ami továbbá három-három századból. Így került bevetésre az első világháborúban.
Az egyes osztályokat a vezetőjükről nevezték el:
- az 1. osztály volt az ezredesi-osztály
- a 2. osztály volt az alezredesi-osztály
- a 3. osztály volt az 1. őrnagyi-osztály
- a 3. osztály volt a 2. őrnagyi-osztály

1798-ig az ezredeket tulajdonosuk neve szerint hívták, akiknek ténylegesen vezetniük is kellett az alakulataikat. Minden tulajdonosváltással az ezred új nevet kapott. 1798-at követően hivatalosan csak számozással illették az alakulatokat, de bizonyos esetben, illetve beszédben az éppen aktuális ezred tulajdonos nevén nevezték.
Az állandó névváltoztatások miatt nehezen követhető az osztrák-magyar huszárezredek története.

## Fordítás
- Ez a szócikk részben vagy egészben az k.u.k. Husarenregiment „Erzherzog Franz Salvator“ Nr. 15 című német Wikipédia-szócikk ezen változatának fordításán alapul.  Az eredeti cikk szerkesztőit annak laptörténete sorolja fel. Ez a jelzés csupán a megfogalmazás eredetét és a szerzői jogokat jelzi, nem szolgál a cikkben szereplő információk forrásmegjelöléseként.